# Cardrona (Neuseeland)
Cardrona ist eine kleine Siedlung im Queenstown-Lakes District der Region Otago auf der Südinsel von Neuseeland.

## Namensherkunft
Die Siedlung erhielt ihren Namen von dem ortsansässigen schottischen Großgrundbesitzer Robert Wilkin und von ihm nach Cardrona in den Scottish Borders benannt.

## Geographie
Die Siedlung befindet sich rund 32 km nordöstlich von Queenstown am Ufer des Cardrona River und an der Crown Range Road, die Wanaka und Queenstown miteinander verbindet.

## Geschichte
Während des Goldrausches in Otago der 1860er-Jahre wurde die Siedlung gegründet. Damals lebten in ihr und in der Umgebung bis zu 5000 Menschen. Der ehemalige Ort ist für sein markantes Hotel aus der Zeit des Goldrausches bekannt, das auf dem anderen Flussufer liegt, während von der ursprünglichen Ortschaft nur wenige Häuser verblieben sind. Ein weiteres historisches Gebäude ist die Stadthalle und Kirche, in der jährlich das Cardrona Folk Music Festival stattfindet.
Der Pub von Cardrona wurde durch eine Werbekampagne der Brauerei Speight’s von Dunedin bekannt, die auch eine gleichnamige Biermarke vertreibt. Speights hat seitdem Repliken dieses Pubs in anderen Teilen Neuseelands, darunter Mount Eden in Auckland, errichtet.
Zu Beginn des 21. Jahrhunderts erlangte der Ort überregionale und sogar internationale Aufmerksamkeit durch den BH-Zaun von Cardrona, der sich zu einer Touristenattraktion entwickelte.

## Sport
In Cardrona fand mehrere Jahre das internationale Auto-Bergrennen Race to the Sky statt. Westlich von Cardrona befindet sich der Berg Mount Cardrona und das Skigebiet Cardrona Alpine Resort. Ende August und Anfang September 2017 wird Cardrona wie schon in der Saison 2015/16 Station des Freestyle-Skiing- und des Snowboard-Weltcups 2017/18 sein.